# Costa di Serina
Costa di Serina är en ort och kommun i provinsen Bergamo i regionen Lombardiet i Italien. Kommunen hade 900 invånare (2018).